# 卡恰
44°46′50″N 33°32′57″E / 44.78056°N 33.54917°E
卡恰（羅馬化：Kacha）是乌克兰克里米亚自治共和国巴赫奇萨赖区的鎮，自2014年俄羅斯吞併克里米亞以來，該定居點事实上是俄罗斯联邦直辖市塞瓦斯托波爾下辖的市级镇。位於克里米亞半島西部，處於黑海沿岸，始建於1912年，海拔高度20米，2001年人口4,996，八成居民是俄羅斯人。

## 历史
2020年7月乌克兰在全境实行了行政区划改革，包括当时被俄罗斯占领的克里米亚半岛。克里米亚自治共和国的14个区和11个共和国直辖市重组为10个区。设立新区的法律在2023年9月7日正式生效。卡恰原属特殊地位城市塞瓦斯托波爾，但在行政区划重组后划至克里米亚自治共和国巴赫奇萨赖区。但由于克里米亚并未在乌克兰的实际控制下，此次行政区划改革在当地并无影响。
卡恰军事航空学校曾位于此地。